# Guido Crosetto
Guido Crosetto (n. 19 septembrie 1963, Cuneo, Piemont, Italia) este un politician italian.